# سرژ نوبرت
سرژ نوبرت (انگلیسی: Serge Nubret؛ ۶ اکتبر ۱۹۳۸ – ۱۹ آوریل ۲۰۱۱) یک بدنساز و هنرپیشه اهل فرانسه بود.
از فیلم‌ها یا برنامه‌های تلویزیونی که وی در آن نقش داشته است می‌توان به تپش آهن اشاره کرد.